# Йована Стоїлькович
Йована Стоїлькович (серб. Јована Стојиљковић; нар. 19 березня 1992, Белград, СФРЮ) — сербська акторка театру і кіно. Закінчила Факультет драматичного мистецтва (Белград).

## Нагороди
Її нагородили за роль Маї у фільмі «Панама», за найкращу жіночу роль на Ніському кінофестивалі «Царица Теодора», фестивалі в Нові-Саді та кінофестивалі «Життя» в Лесковаці. Йована Стоїлькович також отримала нагороду за найкращу жіночу роль на кінофестивалі в Сараєві за роль Дуні в короткометражному фільмі «Місто». Вона також отримала нагороду на фестивалях факультету драматичного мистецтва Мати Мілошевича та Бранівоє Джорджевича. Вона грала головну жіночу роль у фільмі Мілоша Аврамовича «Південний вітер».

## Вибіркова фільмографія
- Панама (2015)
- Місто (2016)
- Південний вітер (2018)